# KPN
KPN (повністю Koninklijke KPN NV, також Royal KPN NV) — нідерландська компанія стаціонарного та мобільного зв'язку. KPN виникла на основі державної поштової, телеграфної та телефонної служби та базується в Роттердамі, Нідерланди.

## Історія

### До 1998 року
Компанія, що зараз називається KPN, була вперше офіційно створена як поштова служба під назвою Statenpost у 1752 році. У 1799 році голландські поштові служби були реформовані в єдину національну систему, а в 1807 році перейшли під управління Міністерства фінансів.
У 1893 році поштова система та телеграфно-телефонні служби були об'єднані, щоб утворити Staatsbedrijf der Posterijen, Telegrafie en Telefonie (Національна корпорація пошти, телеграфії та телефонії), скорочено до PTT або на міжнародному рівні PTT-NL під назвою Міністерство сільського господарства, промисловості та торгівлі.
Приблизно через сто років поштові індекси були введені в Нідерландах у 1977 році, що дозволило повністю автоматизувати поштову систему. 1 січня 1989 року PTT було акціоновано та реорганізовано як приватний бізнес, відомий як Koninklijke PTT Nederland («Королівський PTT Нідерландів»), скорочено до KPN або PTT Nederland. KPN залишався у повній власності, але більше не управлявся урядом Нідерландів. Його поштова служба називалася PTT Post, а телекомунікаційна служба — PTT Telecom, обидві незалежні одна від одної.
У 1992 році KPN спільно з TNT і державними поштовими компаніями Канади, Франції, Західної Німеччини та Швеції заснували GD Express Worldwide (GDEW). Пізніше KPN викупила акції державних поштових компаній, які володіли загалом 50 % акцій GDEW.
З жовтня 1996 року по січень 1997 року KPN придбала свого партнера GDEW, компанію TNT. KPN також контролювала національні поштові служби Нідерландів, доки її поштовий підрозділ не було виділено та об'єднано з TNT, утворивши TNT Post Group (TPG) у 1998 році.
Уряд Нідерландів поступово приватизував KPN, починаючи з 1994 року, коли KPN котирувалась на Амстердамській фондовій біржі, потім зменшив свою частку до 6,4 % у 2005 році та, нарешті, завершив процес у 2006 році, відмовившись від права вето на золоті акції.

### З 1998 року
У 2001 році KPN спробувала злитися з бельгійською телекомпанією Belgacom. Це не вдалося через заперечення бельгійського уряду. У 2001 році іспанська Telefonica висловила зацікавленість у купівлі KPN.
Японська компанія мобільного зв'язку NTT DoCoMo володіє 2 % акцій KPN Mobile NV. З 2002 по 2007 рік KPN Mobile надавав послуги i-mode у своїх мережах мобільного зв'язку. i-mode, представлений компанією KPN E-Plus у Німеччині в березні 2002 року та компанією KPN Mobile у Нідерландах у квітні 2002 року, був першою послугою мобільного Інтернету в Європі (попереду V-live від Vodafone).
KPN частково володіла KPNQwest, телекомунікаційною компанією, якою однаково володіли KPN та американська Qwest Communications International. Компанія мала намір об'єднати найсучасніші волоконно-оптичні мережі двох партнерів, досвід Інтернет-послуг і клієнтську базу EUnet International. Компанія збанкрутувала в 2002 році.
KPN також має операційну синергію через спільні підприємства з TDC і Swisscom.
У 2007 році KPN придбала Getronics NV, всесвітню компанію з послуг ІКТ із понад 22 000 співробітників, майже вдвічі збільшивши свій колишній розмір. KPN все ще відмовляється від частин Getronics, які не відповідають їхнім основним інтересам. Нещодавно вони продали голландський відділ Getronics під назвою Business Application Services (BAS) компанії CapGemini приблизно за 250 мильйони євро. 
У серпні 2013 року América Móvil запропонувала придбати решту 70 % акцій голландської телекомунікаційної компанії за 7,2 мільярда євро (9,49 мільярда доларів). Зараз América Móvil володіє близько 30 % KPN. Уряд Нідерландів випустив попередження щодо запропонованого поглинання KPN мексиканським мільярдером Карлосом Слімом у рамках його прагнення розширити свою телекомунікаційну імперію. Плани зрештою закінчилися, коли «Stichting Preferente Aandelen B KPN» використала опціон колл на отримання ~50 % від загальної кількості акцій, щоб створити тимчасовий захист від ворожого захоплення.
У листопаді 2020 року EQT AB запропонувала придбати KPN за 11 мільярдів євро. У квітні 2021 року EQT AB і Stonepeak Infrastructure Partners спільно розпочали роботу над пропозицією про придбання KPN за 12,5 мільярдів євро.

## Акціонери
Станом на 2021 рік основними акціонерами є:
- America Móvil 16,08 %
- Пайові фонди Franklin Mutual Series 4,99 %
- BlackRock 4,13 %
- Norges Bank 3,01 %

Stichting Preferente Aandelen B KPN — це фонд, який "був створений для просування інтересів KPN, пов'язаних з KPN компаній і всіх зацікавлених сторін, у тому числі впливає на безперервність, незалежність або ідентичність KPN у конфлікті з інтересами та погрожує зберегти, наскільки це можливо. " Фонд використав опціон колл на придбання приблизно 50 % акцій KPN, щоб захистити KPN від ворожого поглинання. Ці акції були вилучені на позачергових зборах акціонерів, які відбулися 10 січня 2014 року, відповідно до вимоги фонду в листопаді 2013 року.

## Діяльність

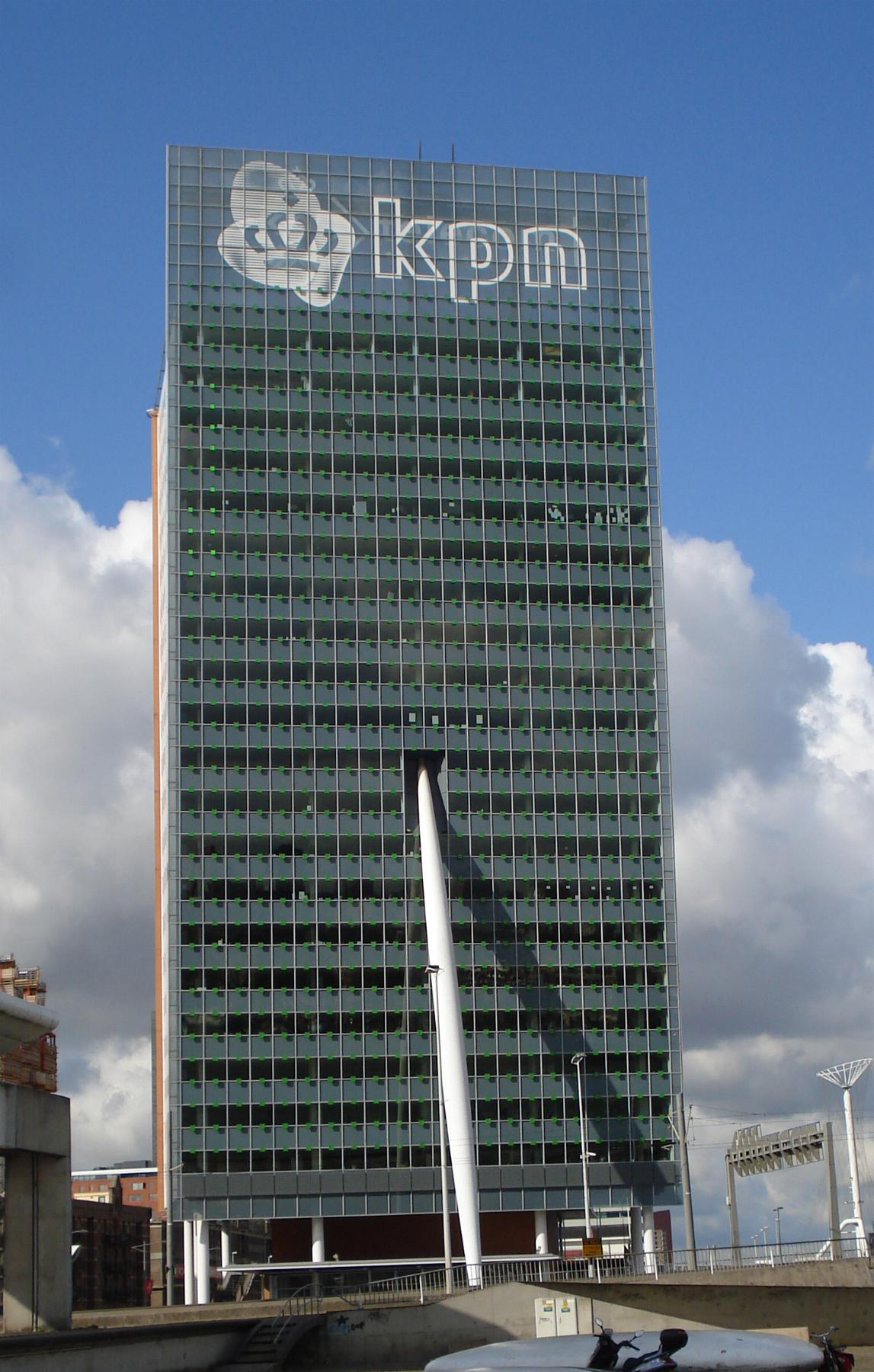
Поточний головний офіс KPN у Роттердамі

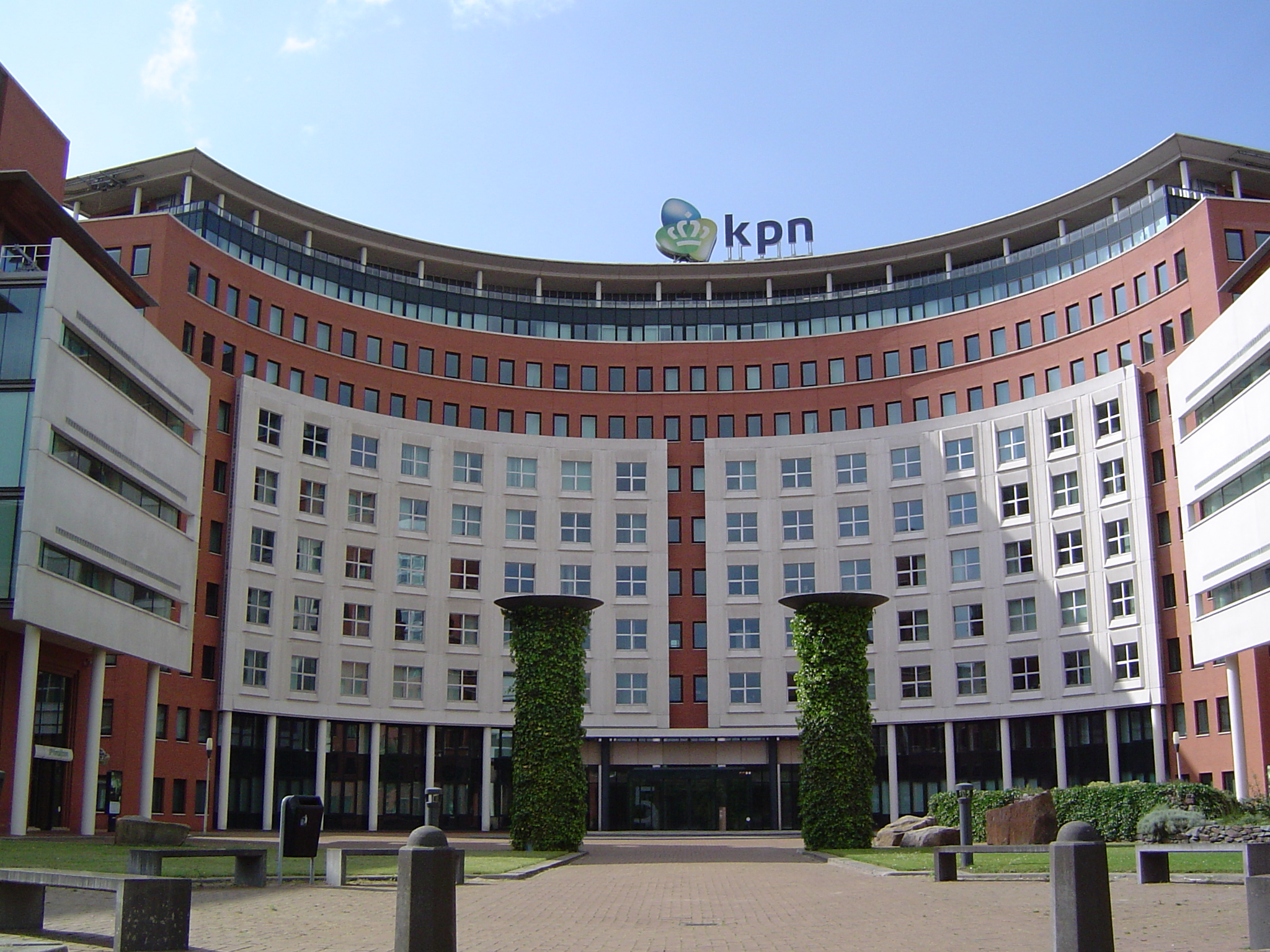
Колишній головний офіс KPN у Гаазі

У Нідерландах KPN має 6,3 мільйона клієнтів фіксованого телефонного зв'язку. Його мобільний підрозділ, KPN Mobile, мав понад 33 мільйони абонентів у Нідерландах, Німеччині, Бельгії, Франції та Іспанії під різними брендами. Завдяки своїй власності кількох європейських Інтернет-провайдерів KPN також надає доступ до Інтернету 2,1 мільйонам клієнтів, а також пропонує бізнес-мережеві послуги та передачу даних по всій Західній Європі.
KPN керує мережею послуг мобільного зв'язку для технологій 2G GSM, 4G LTE і 5G NR . Він використовує 700 МГц, 800 МГц, 900 МГц, 1400 МГц, 1800 МГц, 2100 МГц і 2600 діапазони МГц Раніше KPN пропонувала послуги 1G (NMT) до 1999 року та послуги 3G UMTS до 31 березня 2022 року..
У вересні 2019 року KPN оголосила, що Домінік Леруа змінить Максимо Ібарру на посаді генерального директора та голови правління з 1 грудня 2019 року. Через кілька тижнів KPN відкликала її призначення. 1 жовтня 2019 року Йост Фарверк був призначений генеральним директором і головою правління.

## Операції
Більшість операцій KPN здійснюється на голландському телекомунікаційному ринку.
У 2000-х і на початку 2010-х KPN мала кілька дочірніх компаній у європейських країнах, таких як Бельгія, Німеччина та Франція. Більшість цих міжнародних операцій було розпродано у 2010-х роках.

### Нідерланди
На голландському телефонному ринку KPN є власником мережі фіксованого телефонного зв'язку (хоча її монополія на продаж у фіксованій мережі припинилася у 2007 році) і є лідером на ринку операторів мобільних мереж (MNO) під власною торговою маркою та як оператор мобільного зв'язку, оператор віртуальної мережі (MVNO) під брендом Simyo. До вже неіснуючих мобільних дочірніх компаній належать Hi, Telfort та Ortel Mobile.
На Інтернет ринку KPN надає Інтернет-послуги під брендом KPN. До неіснуючих дочірніх постачальників належать XS4ALL, Telfort, Planet Internet, Het Net, Freeler, Speedlinq, HCCNet, Demon Netherlands.
У 2004 році KPN також почала пропонувати цифрове наземне телебачення в Нідерландах як частину своїх мультиплеєрних послуг через свою дочірню компанію Digitenne. З 1 травня 2006 року KPN пропонує інтерактивне телебачення, послугу IPTV, засновану на їхній службі DSL, із можливістю отримувати відео на вимогу та відтворювати пропущені телесеріали, окрім звичайних телевізійних програм.
KPN Retail — голландська дочірня компанія, яка володіє роздрібними магазинами під брендом KPN Winkel.

### Бельгія
У Бельгії KPN раніше належала оператору мобільного зв'язку Base. У 2015 році його було продано Telenet, бельгійському постачальнику кабельних широкосмугових послуг.
У 2007 році KPN придбала бельгійські підрозділи фіксованого телефонного та широкосмугового зв'язку спільного підприємства Tele2-Versatel. У грудні 2009 року їх знову продали компанії Mobistar (тепер Orange Belgium).
У 2009 році KPN купила 33,3 % акцій MVNO Mobile Vikings, які були продані Medialaan у 2015 році.

### Німеччина
У Німеччині KPN раніше належала мобільний оператор E-Plus, який був третьою за величиною мережею мобільного зв'язку в Німеччині. E-Plus було продано Telefónica Germany у 2014 році.

### Франція
У Франції KPN працював оператором віртуальної мобільної мережі під брендом Simyo, який був проданий компанії Bouygues Télécom у 2011 році.

### Міжнародний рівень
З 1996 по 2001 рік KPN володіла 17,28 % акцій індонезійської компанії Telkomsel. Він був проданий Singtel у 2001 році.
З 2009 по 2019 рік KPN володіла американською компанією iBasis. У 2019 році компанія була продана Tofane Global.
У 2006 році KPN придбала бельгійську компанію, що надає послуги ІКТ, Newtel Essence (рішення колл-центру та управління відносинами з клієнтами).